# Ignatius Rieder

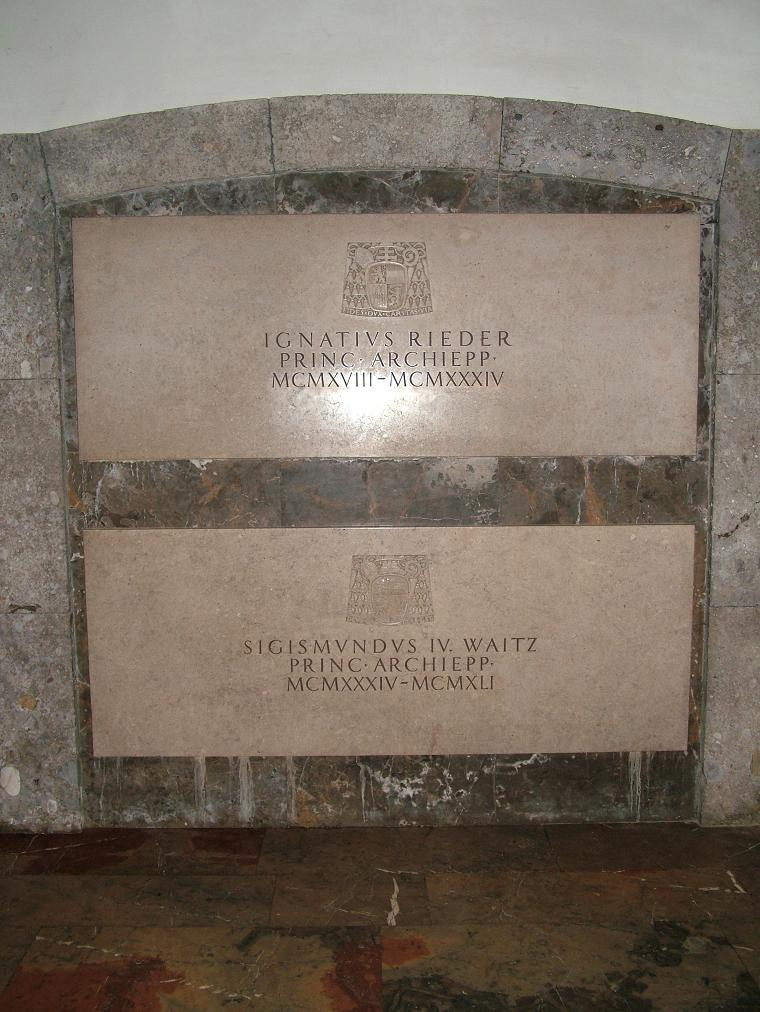
Grabstätte der Erzbischöfe Rieder und Waitz

Ignatius Rieder (* 1. Februar 1858 in Großarl; † 8. Oktober 1934 in Salzburg) war ein Salzburger Erzbischof zwischen den beiden Weltkriegen.

## Leben und Wirken
Seine Eltern waren der Tischler Anton Rieder und seine Frau Maria geb. Ammerer; Ignatius war der dritte von fünf Söhnen, von denen kein weiterer das Jugendalter überlebte. Seine Ausbildung erhielt er am Borromäum in Salzburg-Parsch, sein Studium an der theologischen Fakultät Salzburgs. Er empfing am 17. Juli 1881 das Sakrament der Priesterweihe und war erst Kooperator in Rauris, wurde dann 1882 Religionslehrer am Borromäum und 1887 Spiritual am Salzburger Priesterseminar. 1892 erlangte er (Sub auspiciis Imperatoris) den Doktorgrad und wurde 1895 Professor für Kirchengeschichte in Salzburg mit Lehraufträgen für Kirchenrecht.
Rieder wurde am 2. Januar 1911 zum Weihbischof in Salzburg und Titularbischof von Sura ernannt. Die Bischofsweihe spendete ihm Erzbischof Johannes Baptist Kardinal Katschthaler am 14. März desselben Jahres. Am 12. August 1918 wurde er als Nachfolger von Balthasar Kaltner zum Erzbischof von Salzburg ernannt und am 15. Dezember desselben Jahres in sein Amt eingeführt.
Soziale Projekte und Weltmission waren Schwerpunkte seines Wirkens. Um 1920 stand er dem entstehenden Caritasverband zur Seite. Oft sprach er bei Abenden, die von der sel. Maria Theresia Ledóchowska in Salzburg organisiert wurden, um Bewusstsein für die Afrika-Mission zu wecken. 1911 gab er im Stift St. Peter die Festrede zum Missionstag.
Rieder erhielt auch nach dem Fall der Monarchie enge Kontakte zur kaiserlichen Familie aufrecht.
1923 holte er die Missionare vom Kostbaren Blut ins Land sowie die Barmherzigen Brüder, die in der Folge die Kajetanerkirche und das Krankenhaus betreuten. 1926 vermittelte er eine Salzburger Niederlassung der Pallottiner. Ein besonderes Anliegen des Erzbischofs war die Wiederbegründung der (katholischen) Universität in Salzburg, doch blieb dieses Ziel während seiner Amtszeit unerreicht.
In den Jahren seines Episkopates gab es Wellen von Kirchenaustritten seitens der Arbeiter; ebenso steigerten sich die Feindseligkeiten zwischen Konservativen (Heimwehr) und Sozialisten (Schutzbund); in diesen Jahren nahm die Begeisterung der Salzburger für den Nationalsozialismus zu.
Ab 1924 war er Ehrenmitglied der katholischen Studentenverbindung AV Austria Innsbruck und der K. Ö. L. Maximiliana Wien.
Er erlaubte 1934 auch erstmals das Anfertigen von Filmaufnahmen in der Kollegienkirche unter Mitwirkung des anwesenden Klerus.
Erzbischof Rieder wurde in der Krypta des Salzburger Doms beigesetzt.

## Rieder und die Salzburger Festspiele
Im Sinne der langen kunstfördernden Tradition von Salzburger Fürsterzbischöfen erlaubte Rieder die Jedermann-Aufführungen am Domplatz. Die ersten Aufführungen, die sich zum Höhepunkt des Kulturlebens der Stadt entwickeln sollten, fanden 1920 statt. Der Mitbegründer der Salzburger Festspiele, Max Reinhardt, nannte den ebenfalls begeisterten Anhänger der Festspielidee Ignatius Rieder „den engelhaften Erzbischof“. Rieder wurde vom antisemitischen Lager in Salzburg wegen der Theaterstücke gerügt, denn obwohl das Stück einen zutiefst christlichen Inhalt präsentiert, war der prominente Regisseur ein Jude. Kurzzeitig erlaubte er zudem die Aufführung des Salzburger großen Welttheaters unter Reinhardt in der Salzburger Kollegienkirche.